# Intervenční centrum
Intervenční centrum je zařízení sociálních služeb upravené v § 60a zákona o sociálních službách. Nabízí pomoc osobám ohrožených násilným chováním osob ve společné domácnosti, osob, které byly vykázány ze společného obydlí. Jedná se o služby ambulantní, terénní nebo pobytové. Usilují především o poskytnutí pomoci v krizi, zajištění bezpečí a navrácení osob do běžného života.
Intervenční centrum je navazující sociální služba pro osoby ohrožené domácím násilím.
Poskytují intenzivní krátkodobou pomoc, případně poskytují kontakty na jiné organizace a informace o návazných službách, které mohou těmto lidem pomoci. S intervenčním centrem je možné se spojit kdykoli a kdokoli ho může požádat o pomoc při řešení problematiky domácího násilí.

## Činnosti služby
- sociálně terapeutické činnosti
- pomoc při uplatňování práv a zájmů a při obstarávání osobních záležitostí
- zajištění spolupráce mezi jinými organizacemi, intervenčnímu centry, policií ČR a jinými orgány veřejné správy

Při formě pobytové:
- poskytnutí ubytování
- poskytnutí stravy nebo pomoc se zajištěním stravy[1]

## Pomoc, kterou intervenční centra poskytují
Intervenční centra informují zájemce i veřejnost o nabízených službách pomocí letáčků, brožur apod. Spolupracují s Policií ČR a dalšími institucemi. Intervenční centra působí v krajských městech ČR. Intervenční centra pomáhají osobám ohrožených domácím násilím při řešení jejich krizové situace a při návratu do běžného života. Intervenční centra poskytují individuální psychologickou a sociálně-právní pomoc. Jedná se především o poradenství, krizovou intervenci, psychologickou a emocionální podporu, pomoc při uplatňování práv a oprávněných zájmů a obstarávání záležitostí. Patří tam zejména právní poradenství, pomoc při jednání s úřady a dalšími institucemi.
Většina intervenčních center je sdružena v Asociaci pracovníků intervenčních center ČR.

## Formy služeb intervenčního centra
Ambulantní – služba je poskytována v prostředí intervenčního centra.
Terénní – v závažných a opodstatněných případech je možné poskytnout služby v místě bydliště nebo na místě, které si ohrožená osoba určí. Z bezpečnostních důvodů musí být na návštěvě přítomni dva pracovníci intervenčního centra.
Pobytové – pokud má intervenční centrum technické a prostorové podmínky je možné nabídnout pomoc při zajištění ubytování nebo pomoc při zajištění stravy. V opačném případě by mělo mít intervenční centrum sjednáno krizové lůžko pro případ potřeby.

## Pravidla poskytování služby
- služby intervenčního centra jsou bezplatné
- uživatel má možnost vystupovat anonymně
- uživatel uzavírá s centrem smlouvu (ústní či písemná)
- od uživatele je očekávám aktivní přístup při řešení problému
- délka spolupráce je stanovena dle náročnosti situace a na dohodě s uživatelem služby
- konzultace probíhá přibližně 50–60 minut
- uživatel je poučen o možnostech stížností na poskytování služby
- další osoby (příbuzní, blízcí) mohou být přizváni na konzultaci pouze po dohodě s uživatelem služby

Cílem je pomoci uživatelům sociální služby ohroženými domácím násilím vyřešit jejich nepříznivou životní situaci.

## Seznam intervenčních center v Česku
- IC Brno, Sýpka 25, 613 00 Brno - Černá Pole
- IC Liberec, Tanvaldská 269, 463 11 Liberec 30
- IC České Budějovice, Kanovnická 404/18, 370 01 České Budějovice
- IC MMSK I.- Ostrava, 28. října 124, 702 00 Ostrava
- IC Havířov, Opletalova 4/607, 736 01 Havířov - Šumbark
- IC Hradec Králové, Kotěrova 847, 500 03 Hradec Králové
- IC Jihlava, Pod Příkopem 4, 586 01 Jihlava
- IC Olomouc, Na Vozovce 26, 779 00 Olomouc
- IC Pardubice, Erno Košťála 980, 530 12 Pardubice
- IC Plzeň, Cukrovarská 16, 326 00 Plzeň
- IC Praha, Chelčického 39, 130 00 Praha 3[4]
- IC Kladno, Jana Palacha 1643, 272 01 Kladno
- IC Sokolov, J.K. Tyla 461, 356 01 Sokolov
- IC Ústí nad Labem, K Chatám 22, 403 40 Ústí nad Labem - Skorotice
- IC Zlín, U Náhonu 5208, 760 01 Zlín[2]